# Bestandzins

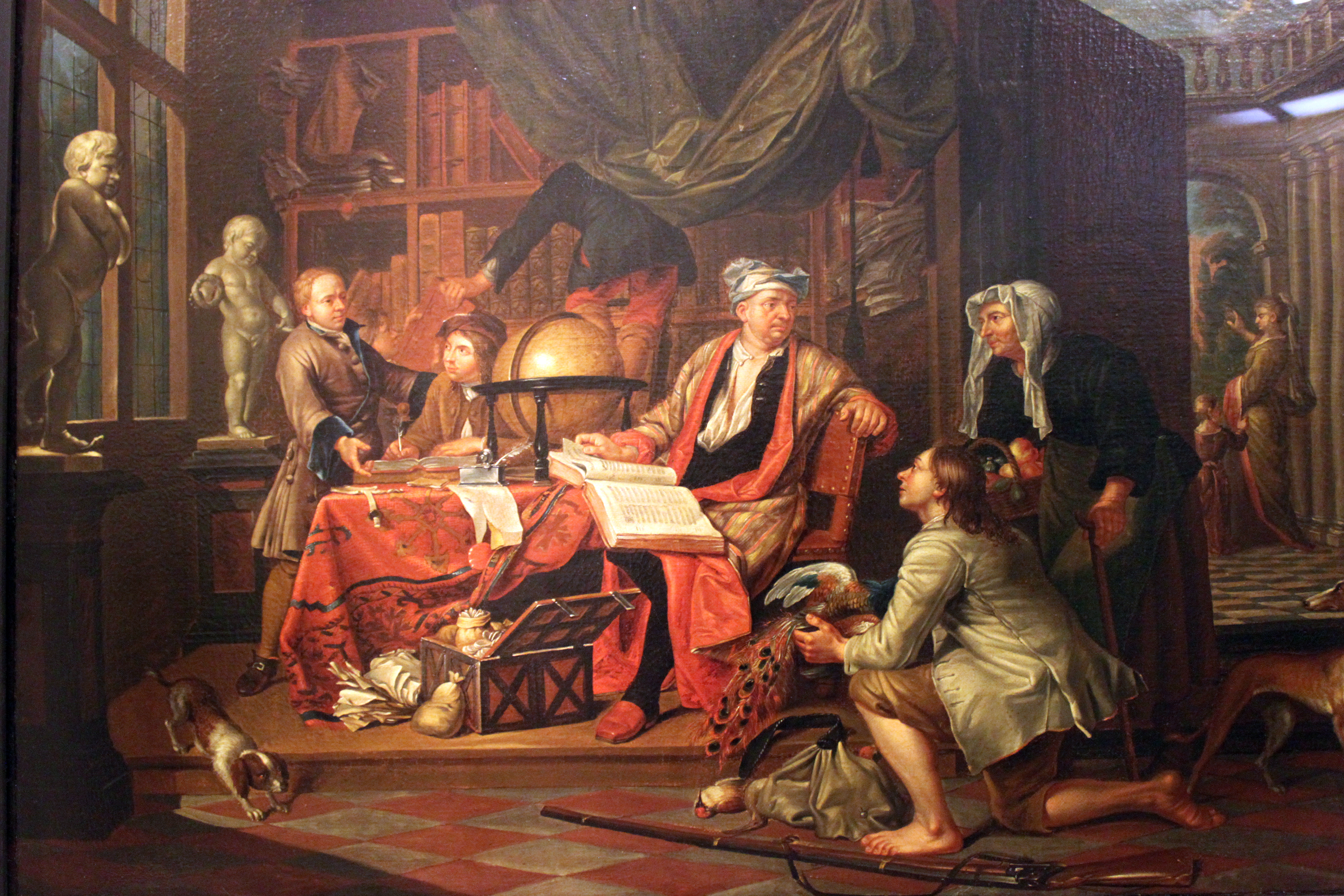
Horemans, 1767: Bauern liefern dem Grundherren einen Pachtzins (Bestandzins) in Naturalien ab, Deutsches Historisches Museum Berlin

Als Bestandzins (auch: Bestandgeld) wird eine wiederkehrende, geldwerte Leistung verstanden, die aus einem Miet- oder Pachtvertrag zur Zahlung fällig wird. Diese geldwerte Leistung ist überwiegend in der Praxis eine regelmäßig wiederkehrende Zahlung, kann aber auch eine einmalige Kapitalzuwendung sein oder die Erbringung von Natural- oder Arbeitsleistungen (z. B. bei einer Dienstwohnung).  Diese Leistungen (der Bestandzins) sind im österreichischen ABGB in den Bestandsverträgen z. B. in den §§ 1090-1121 geregelt (siehe auch: Mietvertrag und Pachtvertrag).

## Wortverwendung und Wortbedeutung
Der Begriff Bestandzins wird heute noch in der Rechtssprache in Österreich und Liechtenstein für Mietentgelte und Pachtentgelte vielfach verwendet und findet sich z. B. auch in § 1118 öABGB, § 4 Vergütungsgesetz oder in § 4 VO Selbstberechnung der Bestandvertragsgebühr oder in Artikel 1 TP 2 Ziff. 1 der Verordnung vom 30. Juni 1992 über die Tarifansätze der Entlohnung für Rechtsanwälte und Rechtsagenten oder Artikel 36 f der Konkursordnung (KO) Der Verpächter oder Vermieter wird in Österreich und Liechtenstein heute noch als Bestandgeber, der Pächter oder Mieter als Bestandnehmer bezeichnet. Das Miet- oder Pachtobjekt wird auch als Bestandsobjekt oder Bestandsgut bezeichnet. Die Inbestandnahme ist die rechtliche und/oder faktische Übernahme des Bestandobjektes.
Nach Adelung kam das Hauptwort „Bestand“ für Pacht oder Miete am häufigsten in den oberdeutschen Gegenden vor. Beständer war dabei eine Person, welche etwas im Bestand hatte, somit z. B. ein Pächter oder Mieter (auch Miethmann), der nach Adelung auch Beständner, Bestandmann und Bestandinhaber genannt wurde. Ein Erbbeständer sei ein Erbpächter. Zusammen mit Berufsbezeichnungen gab es Wortbildungen wie: Bestandgärtner, Bestandmüller oder Fährbeständner (eine Person, die eine Fähre in Bestand hatte). Eine Bestandjagd ist eine Jagd, die jemand in Bestand hat, zuweilen war es auch eine Jagd, welche fürstlichen Bedienten zur Verbesserung ihres Gehaltes gestattet wurde. Der Bestand-Kontrakt (veraltet, heute Bestandvertrag) bezeichnet den Miet- oder Pachtvertrag.

## Höhe und Fälligkeit in Österreich
Die zulässige Höhe des Bestandzinses ist teilweise gesetzlich geregelt (z. B. in §§ 16 ff MRG), teilweise kann dieser relativ frei vereinbart werden (siehe z. B. Grenzen in § 879 und § 934 ABGB).
Die Fälligkeit des Bestandzinses ist in Österreich in verschiedenen Gesetzen geregelt, insbesondere in § 1100 ABGB und in § 15 Abs. 3 MRG.